# Міріам Марголіс
Міріам Марголіс (англ. Miriam Margolyes, /ˈmɑːrɡəliːz/, нар. 18 травня 1941, Оксфорд, Велика Британія) — англо-австралійська акторка, громадська діячка, офіцер ордену Британської імперії.
Починала кар'єру акторкою театру, після кількох невеликих ролей у кіно та на телебаченні почала отримувати запрошення на більш значні ролі. За роль у фільмі «Вік невинності» Марголіс стала лауреаткою премії БАФТА, грала роль професорки Спраут у серії фільмів про Гаррі Поттера.
Акторка поперемінно мешкає та працює в Англії та Австралії. Маючи з народження британське громадянство, у 2013 році Марголіс отримала й громадянство Австралії, ставши біпатридом.

## Ранні роки
Міріам Марголіс народилася в Оксфорді, Велика Британія, у єврейській родині, лікаря з Глазго Джозефа Марголіса (1899—1995) та девелопера нерухомості Руфи Марголіс (до шлюбу Волтерз, 1905—1974). Предки Міріам Марголіс емігрували до Великої Британії з Польщі та Білорусі. У 2013 році акторка відвідала містечко Маргонін у північно-західній Польщі, звідки походив її прадід Шимон Зандман.
Шкільну освіту Маріам здобула у приватній школі для дівчаток в Оксфорді, потім продовжила навчання у Н'юнем Коледжі, при Кембриджському університеті, де поглиблено вивчала англійську мову. В коледжі Марголіс почала кар'єру акторки з ролей в аматорській комедійній трупі Footlights.

## Кар'єра
Маючи характерний голос, Марголіс спочатку отримала визнання як акторка озвучування. У 1970-х роках вона брала участь в аудіозапису софткору «Листки із мого зошита школярки» (Leaves from my Schoolgirl Notebook), як Сексі-Соня. Міріам Марголіс озвучила більшість жіночих ролей другого плану у дубляжі японського серіалу «Мавпи» (Monkey) та брала участь у дубляжі іншого японського серіалу «Водна межа» (The Water Margin).
Першою значною роллю акторки у кінематографі була роль Елефант Етел у комедії 1974 року «Підйом, незаймані солдати» (Stand Up, Virgin Soldiers).
У 1989 році Марголіс стала лауреаткою премії Асоціації кінокритиків Лос-Анджелеса у номінації «Найкраща акторка другого плану» за роль Флори Фінчінг у фільмі «Крихітка Дорріт», знятому за однойменним романом Чарлза Діккенса.
Дебют у кінематографі США почався з головної ролі в сіткомі «Повернення Франні» у 1992 році.
Найбільшим успіхом для акторки стало отримання премії БАФТА у 1994 році, за роль у фільмі «Вік невинності».
У 1955 Міріам Марголіс брала участь в озвучці комедійного фільму Бейб та працювала у його сиквелі «Бейб: Поросятко у місті» 1998 року. Акторка грала роль професорки Спраут у фільмі Гаррі Поттер і таємна кімната у 2002 році та Гаррі Поттер і Смертельні реліквії: Частина 2 у 2011 році. У 2012—2015 роках Марголіс зіграла роль тітоньки Пруденс у популярному австралійському телесеріалі «Міс Фішер - Загадкові вбивства».

## Особисте життя
Міріам Марголіс є відкритою лесбійкою.

### Ролі у найбільш значних фільмах та серіалах
| Рік        | Фільм / Серіал                 | Назва англійською мовою     | Ролі                                                            |
| ---------- | ------------------------------ | --------------------------- | --------------------------------------------------------------- |
| 1965       | Театр 625                      | Theatre 625                 | Рита                                                            |
| 1968       | Джеканорі                      | Jackanory                   | оповідачка історії                                              |
| 1968       | Діксон з Док Гріна             | Dixon of Dock Green         | Анна                                                            |
| 1973       | Доктор на посаді               | Doctor in Charge            | Доріс                                                           |
| 1974       | Падіння орлів                  | Fall of Eagles              | Анна Вирубова                                                   |
| 1975       | Поема про старого моряка       | Rime of the Ancient Mariner | Дороті Вордворт                                                 |
| 1976       | Кіззі                          | Kizzy                       | місіс Доу                                                       |
| 1976       | Блискучі призи                 | The Glittering Prizes       | Олів Вайз                                                       |
| 1976-1982  | Суд Корони                     | Crown Court                 | Мерілін Манро, місіс Кінг                                       |
| 1977       | Підйом, незаймані солдати      | Stand Up, Virgin Soldiers   | Елефант Етел                                                    |
| 1978       | Мавпи (Подорож на захід)       | Monkey (яп. 西遊記)         | більшість жіночих ролей другого плану в дубляжі                 |
| 1980       | Яблуко                         | The Apple                   | господиня                                                       |
| 1980       | Пробудження                    | The Awakening               | доктор Кадіра                                                   |
| 1980       | Оповідання про неочікуване     | Tales of the Unexpected     | Мері Бурдж                                                      |
| 1981       | Червоні                        | Reds                        | жінка, що пише у записну книжку                                 |
| 1981       | Візьміть листа, містер Джонз   | Take a Letter, Mr. Jones    | Марія                                                           |
| 1981       | Метушливі вісімдесяті          | A Kick Up the Eighties      | різні ролі                                                      |
| 1983       | Єнтл                           | Yentl                       | Сара                                                            |
| 1983, 1986 | Чорна гадюка                   | Blackadder                  | іспанська інфанта Марія Ескалоза, леді Біла Гадюка (Whiteadder) |
| 1983       | Скребачки                      | Scrubbers                   | Джонс                                                           |
| 1984       | Фрейд                          | Freud                       | баронеса                                                        |
| 1984       | Електричні мрії                | Electric Dreams             | дівчина-білетерка                                               |
| 1985       | Гарний батько                  | The Good Father             | Джейн Поуелл                                                    |
| 1985       | Олівер Твіст                   | Oliver Twist                | місис Корні                                                     |
| 1985       | Дурнуваті з відкритого космосу | Morons from Outer Space     | доктор Волліс                                                   |
| 1986       | Маленька принцеса              | A Little Princess           | міс Амелія                                                      |
| 1986       | Маззі у Гондоландії            | Muzzy in Gondoland          | королева                                                        |
| 1993       | Епоха невинності               | The Age of Innocence        | місіс Мінґотт                                                   |